# Вацлав Граб'є
Вацлав Граб'є (чеськ. Václav Hrabě; нар. 13 червня 1940, Пршибрам — пом. 5 березня 1965, Прага) — чеський поет і прозаїк.

## Життєпис
Вацлав Граб'є народився у Пршибрамі у сім'ї залізничника Яна Граб'є і Маґдалени Калинової. З юного віку цікавився літературою і джазом, грав на саксофоні і кларнеті. 1957 року переселився до Праги, де поступив до педагогічного інституту, щоб вивчати чеську мову та історію. Дописував до різних журналів і публікував вірші, які набули широкої популярності. Вацлав читав їх перед публікою на концертах джаз-бендів, з якими мав виступи у Празі. Так його поезія стала невід'ємною частиною джазу.
Після закінчення інституту 1961 року служив два роки в армії. Після армії довго шукав можливість працювати за спеціальністю, але йому не хотілося покидати Прагу. Працював чорноробом, бібліотекарем, учителем. У грудні 1962 року написав довге оповідання «Лихоманка» про життя представників богеми свого покоління.
Він ще встиг одружитися, стати батьком сина, розлучитися, але у березні 1965 року поета знайшли мертвим у його празькій кімнаті, яку він орендував. Причиною смерті Вацлава Граб'є став витік газу з газової плити, якою він звик узимку опалювати помешкання. Поліційне розслідування підтвердило, що поет помер у результаті нещасного випадку. Останньою його роботою, яку він встиг довести до кінця, була підготовка візиту відомого американського поета Аллена Гінзберга до Праги у лютому 1965 року.

## Творчість
Дебютував 1962 року. Окрім віршів та прози, є автором однієї п'єси, яку вважають втраченою. З його прозових робіт збереглося тільки оповідання «Лихоманка».
Поетичний стиль Вацлава Граб'є значною мірою сформований під впливом джазової та блюзової музики.
1990 року вийшла збірка «Блюз для божевільної дівчини» — найповніше зібрання віршів Вацлава Граб'є.

## Українські переклади
- Вацлав Граб'є. Блюз для божевільної дівчини / переклад з чеської Софії Челяк. — Івано-Франківськ: Видавництво «П'яний корабель», 2018. — 144 с. ISBN 978-966-97561-3-8